# Перье, Глориэнн
Глориэнн Оро́р Перье́ (англ. Glorianne Aurore Perrier; 21 марта 1929, Льюистон — 7 марта 2015, Алабама) — американская гребчиха-байдарочница, выступала за сборную США в первой половине 1960-х годов. Участница двух летних Олимпийских игр, обладательница серебряной медали Олимпиады в Токио, чемпионка многих регат национального и международного значения.

## Биография
Глориэнн Перье родилась 21 марта 1929 года в городе Льюистоне, штат Мэн. С детства увлекалась многими видами спорта: софтболом, баскетболом, конькобежным спортом, боулингом.
В национальную сборную США по гребле на байдарках попала совершенно случайно — в первой отборочной гонке ей была поставлена задача просто не перевернуться и добраться до финиша третьей в заезде из трёх байдарочниц. В 1960 году она впервые выиграла национальное первенство Соединённых Штатов в одиночном разряде и благодаря череде удачных выступлений удостоилась права защищать честь страны на летних Олимпийских играх в Риме. Тем не менее, добиться здесь успеха не смогла, в одиночках на дистанции 500 метров заняла лишь седьмое место в стартовом заезде, тогда как в утешительном заезде показала только четвёртый результат.
После римской Олимпиады Перье осталась в основном составе гребной команды США и продолжила принимать участие в крупнейших международных регатах, в частности в 1961 году защитила своё чемпионское звание в одиночной дисциплине. Впоследствии перешла из одиночных дисциплин в командные. В 1964 году благополучно прошла квалификацию на Олимпийские игры в Токио, где вместе с напарницей Фрэнсин Фокс в двойках на пятистах метрах финишировала второй, уступив только немецкому экипажу Росвиты Эссер и Аннемари Циммерман, и завоевала тем самым серебряную олимпийскую медаль.
Последний раз показала сколько-нибудь значимые результаты в гребле в сезоне 1965 года, когда стала чемпионкой США сразу в двух дисциплинах: в зачёте двухместных и четырёхместных байдарок. Вскоре по окончании этих соревнований приняла решение завершить карьеру профессиональной спортсменки.
Имела высшее образование, окончила Университет Джорджа Вашингтона. Завершив спортивную карьеру, в течение многих лет работала административным клерком в правительстве в Вашингтоне. Поздние годы провела в Алабаме. Умерла 7 марта 2015 года в возрасте 85 лет. Похоронена в родном Льюистоне.